# مات لوجيسكي
مات لوجيسكي (بالإنجليزية: Matt Lojeski)‏ مواليد 24 يوليو 1985 في راسين، هو لاعب كرة سلة أمريكي. بدأ مسيرته الاحترافية في سنة 2007. يحمل الرقم 24. يبلغ طوله 6 قدم 6 بوصة (2.0 م). لعب مع نادي أوستند لكرة السلة ونادي أولمبياكوس لكرة السلة.

## الإنجازات
- الدوري البلجيكي لكرة السلة الدرجة الأولى: (2009، 2013)
- كأس بلجيكا لكرة السلة : (2010، 2013)
- الدوري اليوناني لكرة السلة : (2015، 2016)

## إحصائيات المسيرة

### الدوري الأوروبي
| السنة   | الفريق                     | لعب | بدأ | دقيقة | ميداني% | ثلاثية | حرة  | ارتداد | صنع | استلاب | تصدي | نقطة | أداء |
| ------- | -------------------------- | --- | --- | ----- | ------- | ------ | ---- | ------ | --- | ------ | ---- | ---- | ---- |
| 2013–14 | نادي أولمبياكوس لكرة السلة | 29  | 13  | 25.0  | .518    | .430   | .778 | 4.0    | 2.0 | .6     | .1   | 11.1 | 12.6 |
| 2014–15 | نادي أولمبياكوس لكرة السلة | 25  | 7   | 24.2  | .489    | .432   | .625 | 3.8    | 1.6 | 1.0    | .3   | 9.5  | 10.6 |
| 2015–16 | نادي أولمبياكوس لكرة السلة | 11  | 7   | 21.6  | .506    | .450   | .813 | 3.5    | 2.5 | .5     | .1   | 10.1 | 12.0 |
| 2016-17 | نادي أولمبياكوس لكرة السلة | 26  | 2   | 21.3  | .565    | .420   | .827 | 3.1    | 1.6 | .5     | .3   | 9.9  | 11.3 |
| المسيرة |                            | 65  | 27  | 24.1  | .504    | .434   | .745 | 3.8    | 2.0 | .8     | .2   | 10.3 | 11.8 |

## روابط خارجية
- مات لوجيسكي على موقع الاتحاد الدولي لكرة السلة (الإنجليزية)
- مات لوجيسكي على موقع الدوري الأوروبي لكرة السلة (الإنجليزية)
- مات لوجيسكي على موقع كرة السلة الأوروبية.كوم (الإنجليزية)
- مات لوجيسكي على موقع DraftExpress.com (الإنجليزية)
- مات لوجيسكي على موقع كلية كرة السلة في سبورتس رفرنس.كوم (الإنجليزية)
- مات لوجيسكي على موقع ريلجم (الإنجليزية)
- مات لوجيسكي على موقع بروبوليرز (الإنجليزية)
- مات لوجيسكي على موقع سبورتس رفرنس (الإنجليزية)